# Berthold Spiridione
Berthold Spiridione   (Bad Neustadt an der Saale, 16 de juliol de 1615 - Bamberg, 21 de novembre de 1685), conegut també com a Johann Nenning, fou un carmelita alemany conegut com a compositor, que visqué en el monestir de Sant Teodor de Bamberg a la segona meitat del segle xvii. La seva obra principal és: Neue und bisdato umbekanti Unterweisung, wie man in Kurzer Zeit nicht allein zu wolkemmenen Orgel und Instrumententschlagen, son der auch zu der Kunt des Composition ganzlich gelangen macht, en cinc parts (Bamberg, 1670-85).